# محمد عبد القادر الصمدي
محمد عبد القادر الصّمدي (1937) شاعر وكاتب سوري. ولد في مدينة حماة ونشأ في طرابلس بلبنان وتعلم العربية والفرنسية. مجاز في اللغة العربية من جامعة دمشق، 1963. عمل مدرّسًا في سوريا والكويت. 

## سيرته
ولد محمد بن عبد القادر الصّمدي سنة 1356 هـ/ 1937 في مدينة حماة ونشأ بها وفي طرابلس بلبنان. تعلم في مدارسها وحصل على الشهادة الثانوية باللغتين العربية والفرنسية ثم تابع دراسته في جامعة دمشق وحصل على الليسانس في علوم اللغة وآدابها 1963.

عمل مدرّسًا في سوريا والكويت. كتب إلى جانب الشعر، البحوث أدبية والقصة القصيرة ونشر انتاجه في الصحف والمجلات. 

## جوائزه
- 1958: على جائزة «أصدقاء القلم» الشعرية
- 1969: جائزة الشعر الفكاهي
- 1986: جائزة الأبحاث التربوية.

## مؤلفاته
من دواوينه الشعرية:
- سنابل في بيادر العطاء، 1992
- أشواك وأزاهير، بالفرنسية

من كتبه:
- قصص من هذا العصر
- بين أبي العلاء ودانتون
- الأنشطة اللغوية، دراسات نقدية